# 박시진
박시진(2001년 10월 9일~)은 대한민국의 배우이자 모델이다.

## 학력
- 한림연예예술고등학교 연예학과 (졸업)
- 용인대학교 연극학과 (중퇴[2])
- 성균관대학교 연기예술학과 (재학[3])

## 출연작

### 드라마
- 《라켓소년단》 (SBS, 2021년) - 김성훈 역
- 《런온》 (JTBC, 2021년) - 이장섭 역
- 《오늘도 안녕》 (KBS2, 2019년) - 반장 박시진 역
- 《대장금이 보고있다》 (MBC, 2018년) - 어린 한산해 역
- 《미스터 션샤인》 (tvN, 2018년) - 학도병 역
- 《라이브》 (tvN, 2018년) - 최진 역
- 《옐로우》 (웹드라마, 2015년)
- 《육룡이 나르샤》 (SBS, 2015년) - 이방번 역
- 《그래도 푸르른 날에》 (KBS2, 2015년) - 어린 이정훈 역
- 《MBC 드라마 페스티벌 - 가봉》 (MBC, 2014년) - 경수 역
- 《폭풍의 여자》 (MBC, 2014년) - 어린 박현성 역
- 《힐러》 (KBS2, 2014년) - 청년 서정후 역
- 《천국의 눈물》 (MBN, 2014년) - 어린 진현태 역
- 《피노키오》 (SBS, 2014년) - 어린 서범조 역
- 《구암 허준》 (MBC, 2013년) - 임해군 이진 역

### 방송
- 《스트레스 제로구역 날려버려》 (투니버스, 2017년)
- 《보이즈 & 걸즈》 (투니버스, 2016년)